# Kfz-Kennzeichen (Frankreich)

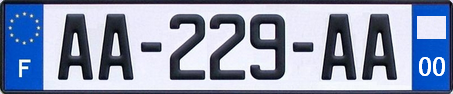
Muster des aktuellen Systems seit 15. April 2009

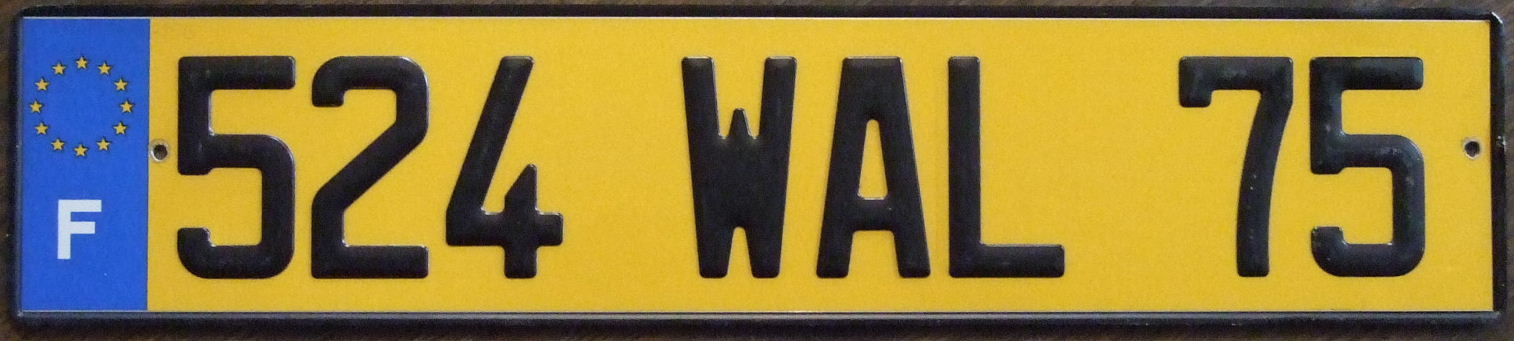
Französisches Ausfuhrkennzeichen am Heck, vor dem 15. April 2009 zugelassen (75 = Paris)

Seit dem 15. April 2009 werden die Kfz-Kennzeichen in Frankreich nach dem Muster AB-123-CD fortlaufend durchnummeriert. Das vorhergehende System galt seit dem 1. April 1950. Die letzten Kennzeichen nach dem alten System wurden Fahrzeugen bei einem Départementwechsel bis zum 13. Oktober 2009 zugeteilt.

## Aktuelles Kennzeichensystem (SIV, „Système d'immatriculation de véhicules“)

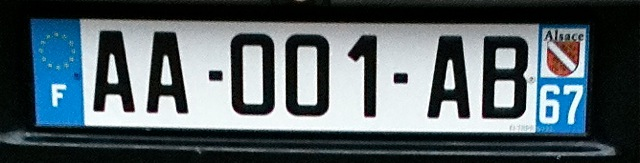
Französisches Kennzeichen mit Regions-Logo und Nummer des Départements (67 = Département Bas-Rhin und Region Elsass).

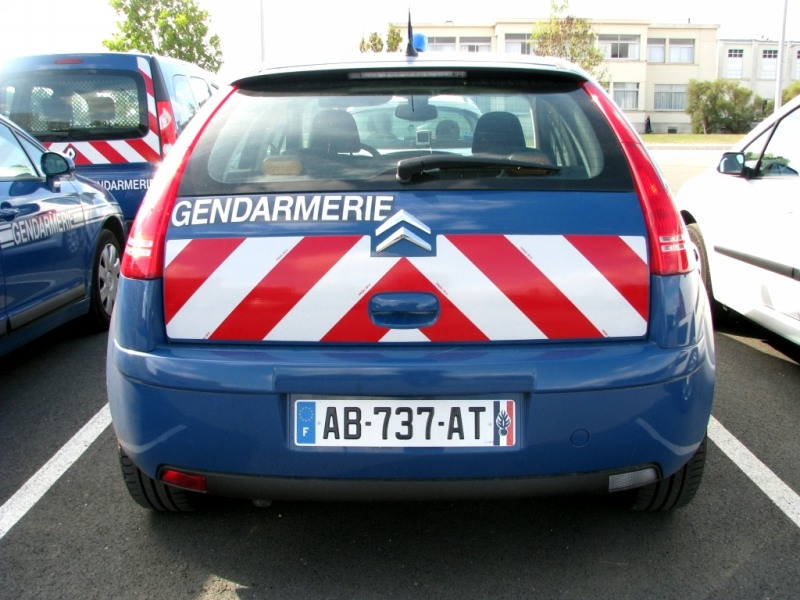
Kennzeichen mit Gendarmerie-Emblem am rechten Rand

Die Kennzeichen werden in einer nationalen Serie fortlaufend nach dem Muster AB-123-BC vergeben. Sowohl das vordere als auch das hintere Nummernschild besitzen in der Regel schwarze Schrift auf weißem Grund. Am linken Rand befindet sich das blaue Eurofeld mit dem Nationalitätskennzeichen F. Die frühere regionale Kodierung mit der Nummer des jeweiligen Départements ist nicht mehr möglich. Da die regionalen Kennzeichnungen in der Bevölkerung recht beliebt waren, führte die geplante Änderung zu Protesten. Infolgedessen wurde das ursprünglich als optional geplante weitere blaue Feld am rechten Kennzeichenrand, in dem das Logo einer Region sowie die Nummer eines ihrer Départements dargestellt werden, verpflichtend. Dabei können Region und zugehöriges Département frei gewählt werden und sind nicht an den Zulassungsort gebunden. Für Zweiräder mit mehr als 50 cm³ Hubraum werden entsprechende zweizeilige Schilder vergeben. Die Möglichkeit eines Wunschkennzeichens besteht nicht.
Die französischen Kennzeichen lehnen sich damit stark an das 1999 eingeführte italienische Kennzeichensystem an, das es ebenso erlaubt, am rechten Rand optional Herkunft und darüber hinaus auch das Baujahr des Fahrzeugs anzugeben. Ein ähnliches System wurde im Februar 2011 auch in Albanien eingeführt.
Mit der Umstellung auf das neue System wurden die Sonderkennzeichen für Polizei, Militär und weitere Behörden abgeschafft. Die Fahrzeuge der genannten Institutionen tragen nun normale Serienkennzeichen. Gelegentlich werden diese durch inoffizielle Sticker der entsprechenden Behörde (z. B. der Gendarmerie) ergänzt.
Das erste Kennzeichen des aktuellen Systems sicherte sich der japanische Fahrzeughersteller Mazda. Laurent Hamard, Verkaufsleiter bei Mazda Frankreich, erhielt für seinen Mazda 6 die Kombination AA-001-AA.
Die Nummernschilder verbleiben „auf Lebenszeit“ am Fahrzeug, was den Handel mit gestohlenen Fahrzeugen erschweren soll. Zusätzlich sind die neuen orangefarbenen Fahrzeugscheine (früher grau) mit neuen Sicherheitsmerkmalen ausgestattet, um Fälschungen zu erschweren.

### Spezielle Serien

#### Händler- und Testkennzeichen

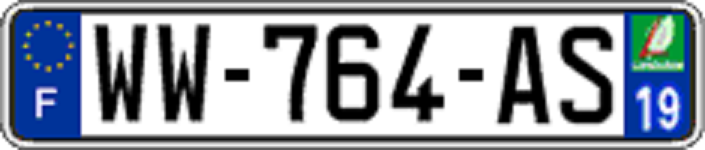
Provisorisches Kennzeichen

Händler-Kennzeichen zu Test- und Probefahrten tragen in Frankreich traditionell den Buchstaben W. Es folgen im gewohnten Format drei Ziffern und zwei Buchstaben. Allgemeine provisorische Kennzeichen zeigen die Buchstaben WW. Auch bei diesen Schildern ist die Darstellung eines Regionslogos bzw. der Departmentnummer am rechten Rand möglich.

#### Temporäre Transit-Kennzeichen

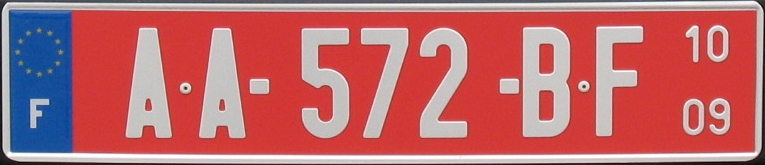
Temporäres Transit-Kennzeichen

Temporär gültige Transit-Kennzeichen zeigen silberfarbige Schrift auf rotem Grund. Am linken Rand befindet sich das Eurofeld, der blaue Balken zur Regionsangabe entfällt. Stattdessen geben am rechten Rand übereinander stehende Monats- und Jahreszahlen das Datum der maximalen Gültigkeit an. Die Schilder nutzen Kombinationen aus der regulären Vergabeserie.
Diese Kennzeichen werden nur für steuerfreie Fahrzeuge vergeben.

#### Freihandelszonen

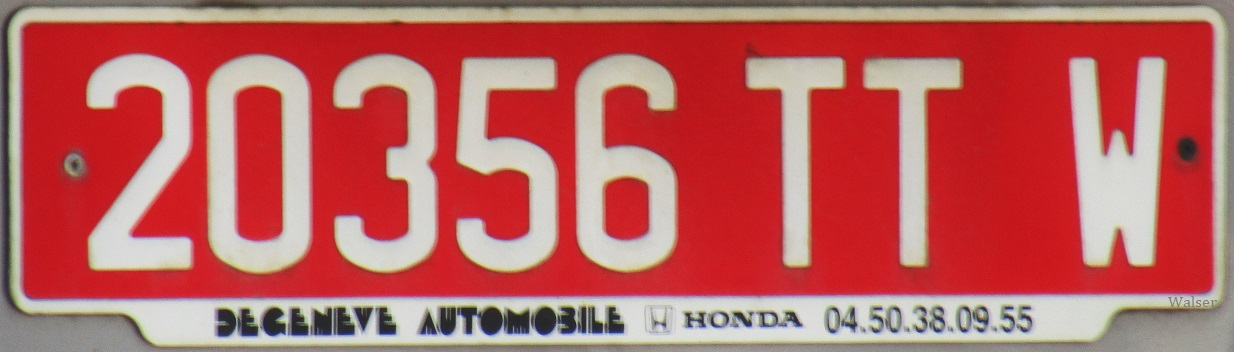
Altes Kennzeichen im Pays de Gex

Einen Sonderfall stellen die Kennzeichen in den Freihandelszonen im Hochsavoien und im Pays de Gex dar. Sie entsprechen mit rotem Hintergrund und silberfarbener Aufschrift im Wesentlichen den temporären Schildern. Allerdings zeigen sie am rechten Rand das Regionsfeld. Für beide Gebiete ist das Logo der Region Rhône-Alpes abgebildet. Im Falle von Hochsavoien wird es um die Nummer 74 für das Département Haute-Savoie, bei Pays de Gex um die 01 für das Département Ain ergänzt.

#### Moped-Kennzeichen

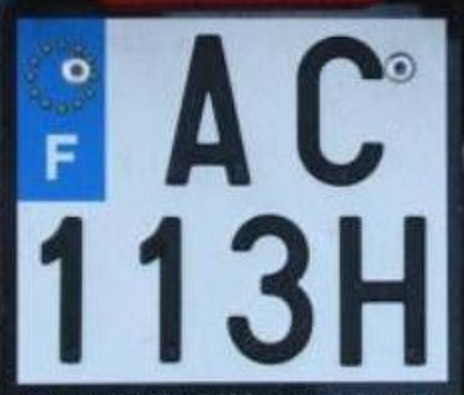
Moped-Kennzeichen von 2004 bis 2015

Bereits seit dem 1. Juli 2004 müssen Krafträder unter 50 cm³ bei Erstzulassung oder Halterwechsel ebenfalls mit einem Kennzeichen versehen werden. Diese Kennzeichen entsprachen hinsichtlich der Zeichenfolge bereits fünf Jahre früher dem später allgemein eingeführten System. Die Kombination begann mit zwei Buchstaben, gefolgt von maximal drei Ziffern und einem weiteren Buchstaben. In der linken oberen Ecke befand sich das Eurofeld. Die Serie wurde Ende Juni 2015 eingestellt. Seitdem wird die Standard-Serie für diesen Fahrzeugtyp verwendet.

#### Kennzeichen für historische Fahrzeuge

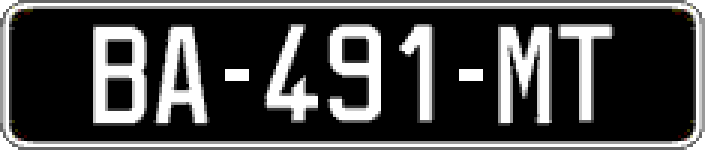
Kennzeichen für historische Fahrzeuge

Für historische Fahrzeuge werden optional schwarze Schilder mit silberfarbener Aufschrift vergeben. Die Kombination entspricht der normalen Serie, allerdings fehlen die blauen Balken an beiden Seiten.

### Vergabe
| Datum             | Mopeds   | Allgemeine Reihe | Händler  | Vorläufige Kennzeichen |
| ----------------- | -------- | ---------------- | -------- | ---------------------- |
| 1. Juli 2004      | A 11 A   |                  |          |                        |
| 31. Dezember 2004 | D 324 V  |                  |          |                        |
| 31. Dezember 2005 | M 909 F  |                  |          |                        |
| 31. Dezember 2006 | W 527 X  |                  |          |                        |
| 31. Dezember 2007 | AG 476 Q |                  |          |                        |
| 31. Dezember 2008 | AR 591 N |                  |          |                        |
| 15. April 2009    | AT 710 C | AA-001-AA        | W-001-AA | WW-001-AA              |
| 31. Dezember 2009 | BA 237 A | AJ-083-DQ        | W-803-AH | WW-104-BL              |
| 31. Dezember 2010 | BJ 79 Y  | BF-900-PQ        | W-647-CR | WW-167-FV              |
| 31. Dezember 2011 | CE 740 E | BZ-521-TB        | W-668-DT | WW-050-LD              |
| 31. Dezember 2012 | CP 932 Z | CP-778-KL        | W-459-ES | WW-449-QW              |
| 31. Dezember 2013 | CY 930 F | DB-022-XE        | W-210-FP | WW-250-WH              |
| 31. Dezember 2014 | DE 678 R | DM-930-ZT        | W-912-GG | WW-707-AG              |
| 30. Juni 2015     | DH 123 K |                  |          |                        |
| 31. Dezember 2015 | –        | DY-706-QH        | W-549-GZ | WW-762-FB              |
| 31. Dezember 2016 | –        | EJ-171-AS        | W-588-HQ | WW-058-MD              |
| 31. Dezember 2017 | –        | ET-897-DT        | W-081-JF | WW-664-LM 1            |
| 31. Dezember 2018 | –        | FC-885-XN        | W-385-JR | WW-982-GZ              |
| 31. Dezember 2019 | –        | FM-528-WC        | W-312-KE | WW-220-FQ              |
| 31. Dezember 2020 | –        | FW-059-GA        | W-485-KS | WW-395-GE              |
| 31. Dezember 2021 | –        | GD-060-YQ        | W-021-LJ | WW-063-HH              |
| 31. Dezember 2022 | –        | GL-945-LT        | W-213-LY | WW-900-CG              |
| 31. Dezember 2023 | –        | GT-765-KN        | W-270-MP | WW-504-ZL              |
| 31. Dezember 2024 | –        | HB-688-FD        | W-470-NH | WW-983-WL              |

Fußnote

### Überseegebiete

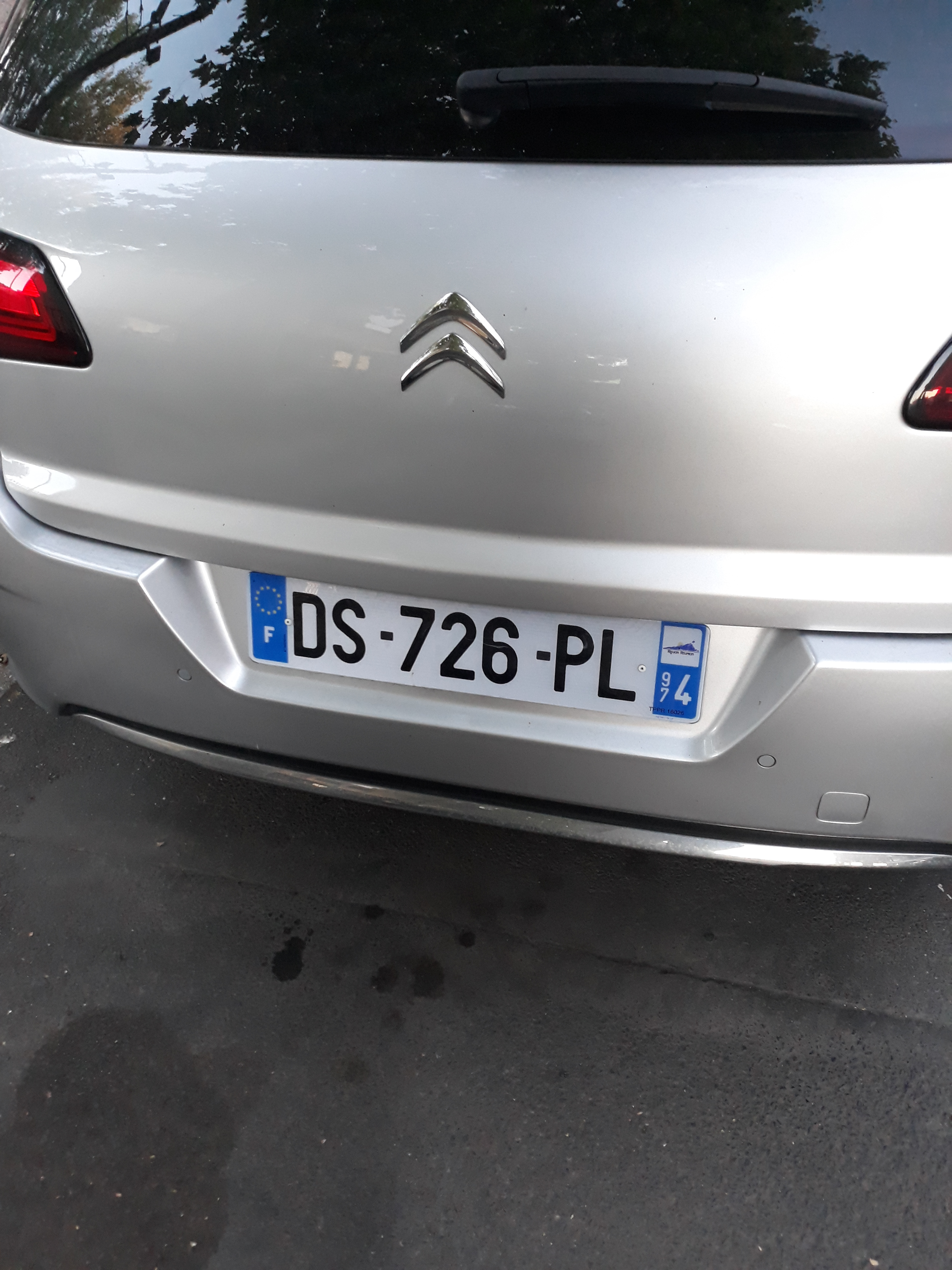
Kennzeichen aus La Réunion

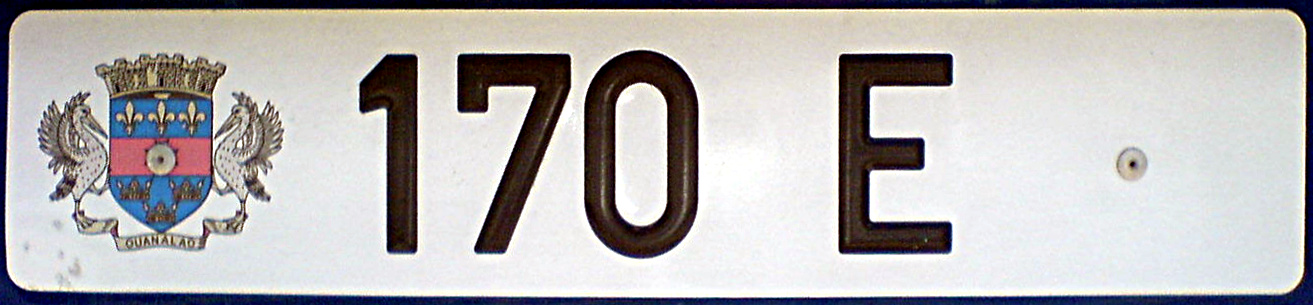
Kennzeichen auf Saint-Barthélemy

In den fünf Übersee-Départements Guadeloupe, Martinique, Französisch-Guayana, Réunion und Mayotte werden normale Serienkennzeichen ausgegeben, da diese Gebiete denselben Status besitzen wie Festland-Départements. Da die Département-Nummern hier dreistellig sind (971 bis 976), werden die ersten beiden Ziffern übereinander angeordnet. Im Falle von Mayotte wird kein Regions-Logo dargestellt.

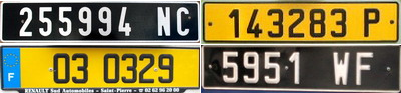
Kennzeichen aus frz. Überseegebieten.

In den übrigen französischen Überseegebieten werden spezielle Kennzeichen-Systeme benutzt.
- Saint-Pierre-et-Miquelon: Die Kennzeichen ähneln den französischen, beginnen aber mit der Buchstabenfolge SPM, gefolgt von ein bis drei Ziffern und einem Buchstaben; es kann ein Département-Feld mit Regionslogo eingefügt werden, mit der Département-Kennung 975. Als Kennzeichenformat wird zumeist das US-amerikanische Format genutzt und nicht das europäische.
- Saint-Barthélemy: kein Europafeld, eine bis drei Ziffern, gefolgt von einem Buchstaben
- Saint-Martin: vier Ziffern, gefolgt von einem Bindestrich und drei Buchstaben
- Neukaledonien: kein Europafeld, eine bis sechs Ziffern, gefolgt von dem Buchstabenpaar NC
- Französisch-Polynesien: kein Europafeld, eine bis sechs Ziffern, gefolgt von dem Buchstaben P
- Kerguelen: zwei Ziffern zur Angabe des Erstzulassungsjahres, gefolgt von vier fortlaufend vergebenen Ziffern
- Wallis und Futuna: kein Europafeld, eine bis vier Ziffern, gefolgt von den Buchstaben WF

## Diplomatenkennzeichen

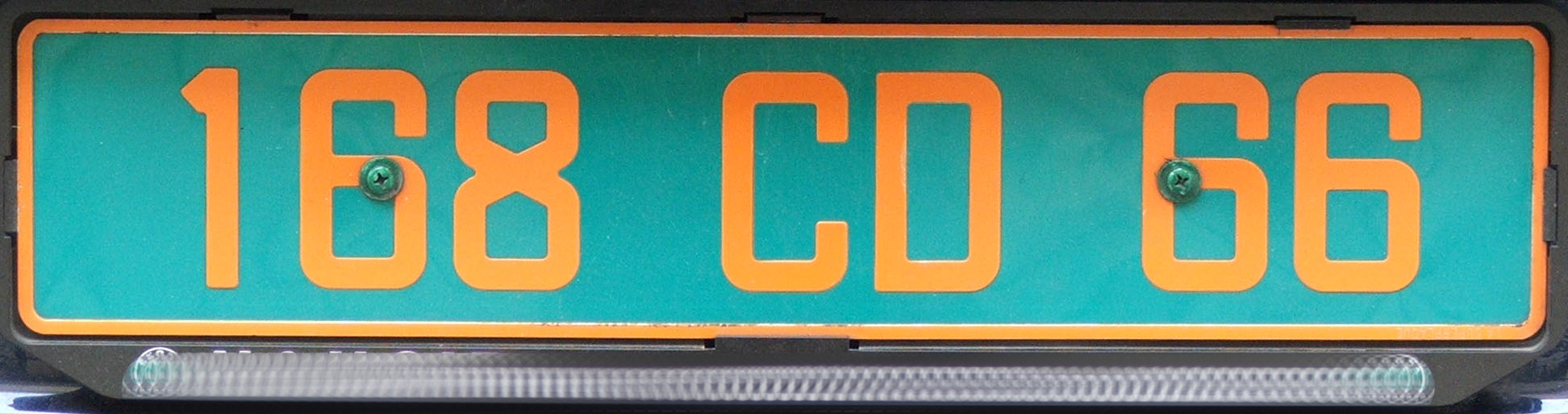
Diplomatenkennzeichen, 168 = Tschechien

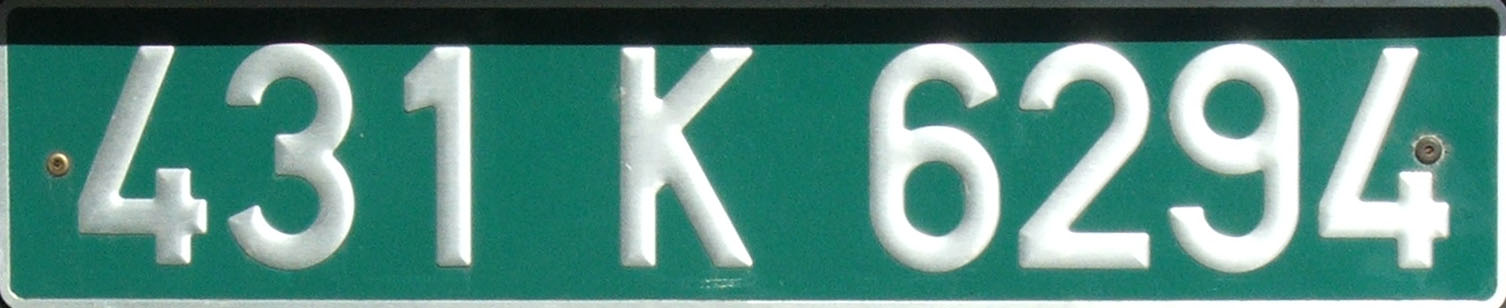
Kennzeichen int. Organisation, 431 = CERN

Französische Diplomatenkennzeichen besitzen seit 1965 einen dunkelgrünen Hintergrund und in der Regel orange- oder silberfarbene Aufschrift. Die Kennzeichen beginnen mit einer ein- bis dreistelligen Zahl, die das Herkunftsland bzw. die internationale Organisation codiert. Es folgt die genauere Angabe des Status durch die Buchstaben
- CMD (Botschafter, Chef de Mission diplomatique), orange Aufschrift
- CD (Diplomat), orange Aufschrift
- C (Konsul), silberfarbene Aufschrift
- K (andere Mitarbeiter), silberfarbene Aufschrift

Abschließend folgt eine fortlaufende Seriennummer. Im Fall von Konsularkennzeichen folgt noch die Nummer des Départements, da diese von lokalen Behörden und nicht wie die anderen Diplomatenschilder vom Außenministerium zugeteilt werden.
Die Zugehörigkeit zu speziellen internationalen Organisationen wird durch einen weiteren Buchstaben vor dem Herkunftscode angegeben:
- E für die OECD
- S für den Europarat
- U für die UNESCO

In diesem Falle wird zum ursprünglichen Herkunftscode die Zahl 200 addiert.

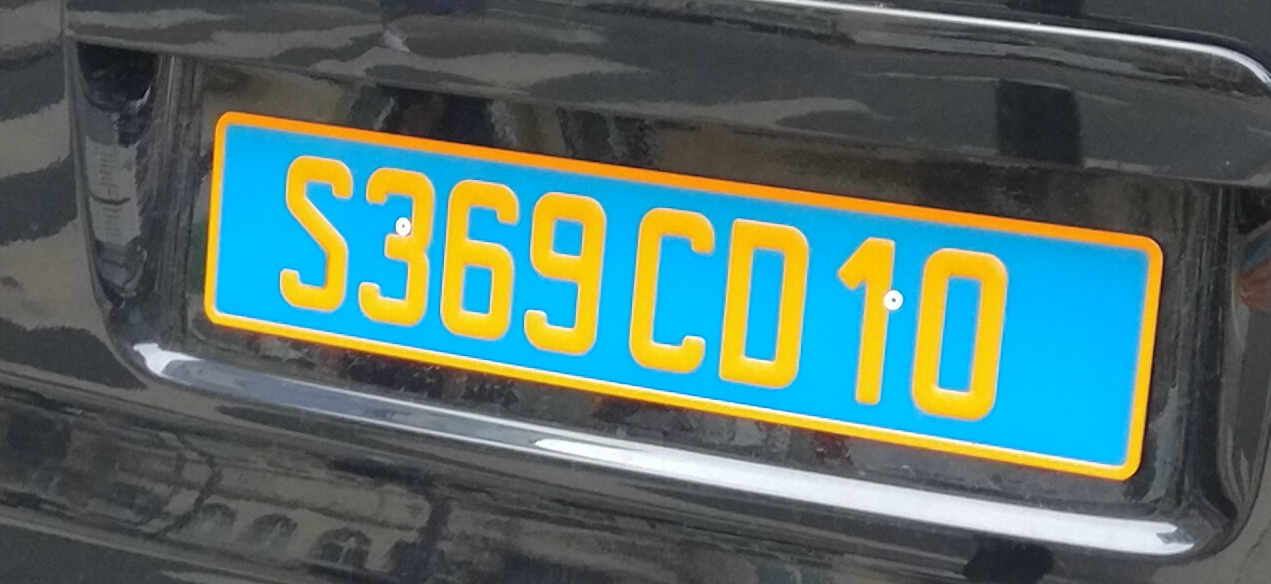
Diplomatenkennzeichen des Europarats, erkennbar durch den voran gestellten Buchstaben S, aus Bosnien und Herzegowina, erkennbar an der Nummer 369 (Siehe Tabelle Nr. 169 plus 200 addiert)

| 1 Afghanistan 2 Südafrika 3 Albanien 4 Algerien 5 Deutschland 6 Vereinigte Staaten 7 Ägypten 8 Saudi-Arabien 9 Argentinien 10 Australien 11 Österreich 12 Belgien 13 Myanmar 14 Bolivien 15 Bhutan 16 Brasilien 17 Bulgarien 18 Burundi 19 Kambodscha 20 Kamerun 21 Kanada 22 Zentralafrikanische Republik 23 Sri Lanka 24 Chile 25 frei, ehem. Republik China 26 Volksrepublik China 27 Zypern 28 Kolumbien 29 Republik Kongo 30 Demokratische Republik Kongo 31 Südkorea 32 Costa Rica 33 Elfenbeinküste 34 Kuba 35 Benin 36 Dänemark 37 Dominikanische Republik 38 El Salvador 39 Ecuador 40 Spanien 41 Äthiopien 42 Finnland 43 Gabun 44 Ghana 45 Vereinigtes Königreich 46 Griechenland 47 Guatemala 48 Guinea 49 Haiti 50 Burkina Faso | 51 Honduras 52 Ungarn 53 Indien 54 Indonesien 55 Irak 56 Iran 57 Irland 58 Island 59 Israel 60 Italien 61 Jamaika 62 Japan 63 Jordanien 64 Kenia 65 Kuwait 66 Laos 67 Libanon 68 Liberia 69 Libyen 70 Liechtenstein 71 Luxemburg 72 Malaysia 73 Malawi 74 Madagaskar 75 Mali 76 Marokko 77 Mauretanien 78 Mexiko 79 Monaco 80 Nepal 81 Nicaragua 82 Niger 83 Nigeria 84 Norwegen 85 Neuseeland 86 Uganda 87 Pakistan 88 Panama 89 Paraguay 90 Niederlande 91 Peru 92 Philippinen 93 Polen 94 Portugal 95 frei, ehem. Rhodesien 96 Rumänien 97 Ruanda 98 San Marino 99 Vatikanstadt 100 Senegal | 101 Sierra Leone 102 Somalia 103 Sudan 104 Schweden 105 Schweiz 106 Syrien 107 Tansania 108 Tschad 109 frei, ehem. Tschechoslowakei 110 Thailand 111 Togo 112 Trinidad und Tobago 113 Tunesien 114 Türkei 115 Russland 116 Uruguay 117 Venezuela 118 Vietnam 119 Jemen 120 Serbien 121 Sambia 122 Mauritius 123 Mongolei 124 frei, ehem. Südjemen 125 Bangladesch 126 Katar 127 Vereinigte Arabische Emirate 128 frei, ehem. DDR 129 Singapur 130 Oman 131 Bahrain 132 Nordkorea 133 Seychellen 134 Malta 135 Dschibuti 136 Komoren 137 Angola 138 Äquatorialguinea 139 Simbabwe 140 Kap Verde 141 Guinea-Bissau 142 Mosambik 143 Suriname 144 St. Lucia 145 Gambia 146 Brunei 147 São Tomé und Príncipe 148 Belize 149 Namibia 150 Estland | 151 Lettland 152 Litauen 153 Ukraine 154 Bahamas 155 Barbados 156 Botswana 157 Fidschi 158 Grenada 159 Guyana 160 Lesotho 161 Papua-Neuguinea 162 Samoa 163 Tonga 164 Antigua und Barbuda 165 Slowenien 166 Kroatien 167 Slowakei 168 Tschechien 169 Bosnien und Herzegowina 170 Nordmazedonien 171 Armenien 172 Belarus 173 Kasachstan 174 Georgien 175 Turkmenistan 176 frei, ehem. I.V.a des Irak 177 Usbekistan 178 Aserbaidschan 179 Andorra 180 Eritrea 181 Moldau 182 St. Vincent und die Grenadinen 183 Dominica 184 St. Kitts und Nevis 185 Montenegro 186 ? 187 ? 188 ? 189 ? 190 Québec 191 IGH 192 ? 193 Nordkorea (Handelsdelegation) 194 ? 195 Palästina 196 Taiwan 197 Kosovo 198 Südsudan 199 frei 200 Frankreich |

a I.V. = Interessenvertretung in der marokkanischen Botschaft
| 401 UNESCO 402 OECD 403 NATO 404 frei, ehem. ELDO 405 ESA 406 Zentralkommission für die Rheinschifffahrt 407 ICAO 408 IBRD 409 IMF 410 UNICEF 411 UNIC 412 ILO 413 frei, ehem. WEU 414 UNRWA 415 Europäische Union 416 EURATOM 417 ERA, bis 2002 EGKS 418 EPPO 419 WMO 420 Eurocontrol 421 OIV 422 BIE | 423 IDB 424 Internationales Polar-Institut 425 Interafrikanische Kaffee-Organisation 426 Afrikanische Versicherungs-Konferenz 427 Afrikanische und Madagassische Kaffee-Organisation 428 DFJW 429 CIPEC 430 BCEAO 431 CERN 432 Interpol 433 IOF 434 BIPM 435 EMBL 436 Arabische Bank für Wirtschaftsentwicklung 437 UNEP 438 OIE 439 International Centre for Registration of Serial 440 Eutelsat 441 Lateinische Union 442 Intelsat 443 BEAC 444 IARC | 445 EBRD 446 CPVO 447 Generalsekretär der IOF 448 EGMR 449 Arabische Liga 450 ? 451 Europäische Kommission 452 OCCAR 453 EUISS 454 ITER 500 Internationale Hohe Repräsentanten 501 frei, ehem. Pariser Vietnamkonferenz 502 frei, ehem. Pariser Vietnamkonferenz 503 frei, ehem. Pariser Vietnamkonferenz 504 frei, ehem. Pariser Vietnamkonferenz 505 frei, ehem. Internationale Konferenz für wirtschaftliche Zusammenarbeit 600 Europarat 700 IARC 800 frei, 1965–1970 NATO in Frankreich |

## Militärkennzeichen
Seit 1980 verwenden Militärkennzeichen in Frankreich ein achtstelliges System. Dies wurde durch die Einführung des SIV nicht geändert. Die ersten vier Ziffern ermöglichen die Identifizierung der Einheit und des Fahrzeugtyps, die vier weitere Ziffern geben die Nummer des Fahrzeugs an. Diese werden chronologisch zugeteilt.
| Fahne                                         | MOA-Code | Einheit                                                                       | Zulassungsjahr                                                               | Fahrzeugtyp                               | Erkennungsnummer                                |
| --------------------------------------------- | -------- | ----------------------------------------------------------------------------- | ---------------------------------------------------------------------------- | ----------------------------------------- | ----------------------------------------------- |
|                                               | 2        | Gendarmerie (Nur Einheiten, die direkt dem Armeeministerium unterstehen)      | Zwei Ziffern geben das Zulassungsjahr an. z.B: 98 für 1998, 15 für 2015 usw. | 1- Personnentransportfahrzeuge            | Vier Ziffern geben die Nummer des Fahrzeugs an. |
|                                               | 3        | SID (Amt für Verteidigungsinfrastruktur)                                      | Zwei Ziffern geben das Zulassungsjahr an. z.B: 98 für 1998, 15 für 2015 usw. | 2- Nutzfahrzeuge (<3,5 Tonnen)            | Vier Ziffern geben die Nummer des Fahrzeugs an. |
|                                               | 4        | DRISI (Gemeinsames Direktorat für Infrastrukturnetze und Informationssysteme) | Zwei Ziffern geben das Zulassungsjahr an. z.B: 98 für 1998, 15 für 2015 usw. | 3- Nutzfahrzeuge (>3,5 Tonnen)            | Vier Ziffern geben die Nummer des Fahrzeugs an. |
|                                               | 6        | Armée de Terre (Heer)                                                         | Zwei Ziffern geben das Zulassungsjahr an. z.B: 98 für 1998, 15 für 2015 usw. | 4- Gepanzerte Fahrzeuge                   | Vier Ziffern geben die Nummer des Fahrzeugs an. |
|                                               | 7        | Armée de l'Air et de l'Espace (Luftstreitkräfte)                              | Zwei Ziffern geben das Zulassungsjahr an. z.B: 98 für 1998, 15 für 2015 usw. | 5- Personnentransportfahrzeuge, renoviert | Vier Ziffern geben die Nummer des Fahrzeugs an. |
|                                               | 8        | Marine Nationale                                                              | Zwei Ziffern geben das Zulassungsjahr an. z.B: 98 für 1998, 15 für 2015 usw. | 6- Nutzfahrzeuge (<3,5 Tonnen), renoviert | Vier Ziffern geben die Nummer des Fahrzeugs an. |
|                                               | 9        | Weitere Einheiten, für die es kein eigenes Kennzeichen gibt                   | Zwei Ziffern geben das Zulassungsjahr an. z.B: 98 für 1998, 15 für 2015 usw. | 7- Nutzfahrzeuge (>3,5 Tonnen), renoviert | Vier Ziffern geben die Nummer des Fahrzeugs an. |
| 8- Gepanzerte Fahrzeuge, renoviert            | 9        | Weitere Einheiten, für die es kein eigenes Kennzeichen gibt                   | Zwei Ziffern geben das Zulassungsjahr an. z.B: 98 für 1998, 15 für 2015 usw. |                                           | Vier Ziffern geben die Nummer des Fahrzeugs an. |
| 9- Motorräder und vierrädrige Leichtfahrzeuge | 9        | Weitere Einheiten, für die es kein eigenes Kennzeichen gibt                   | Zwei Ziffern geben das Zulassungsjahr an. z.B: 98 für 1998, 15 für 2015 usw. |                                           | Vier Ziffern geben die Nummer des Fahrzeugs an. |
| 0- Anhänger                                   | 9        | Weitere Einheiten, für die es kein eigenes Kennzeichen gibt                   | Zwei Ziffern geben das Zulassungsjahr an. z.B: 98 für 1998, 15 für 2015 usw. |                                           | Vier Ziffern geben die Nummer des Fahrzeugs an. |

### Beispiel

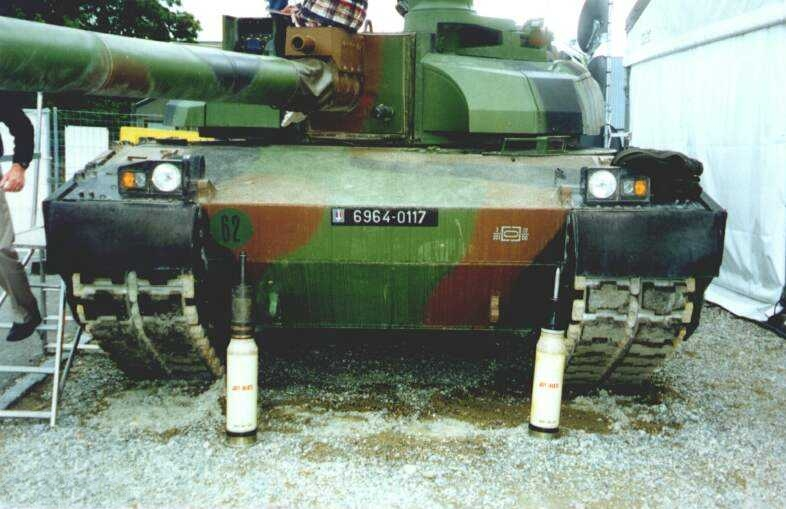
Leclerc-Panzer mit französischem Militärkennzeichen

| Fahne | 6              | 10        | 4      | 0252             |
| Heer  | Armée de Terre | Jahr 2010 | Panzer | Erkennungsnummer |

### Französische Militärangestellte in Deutschland

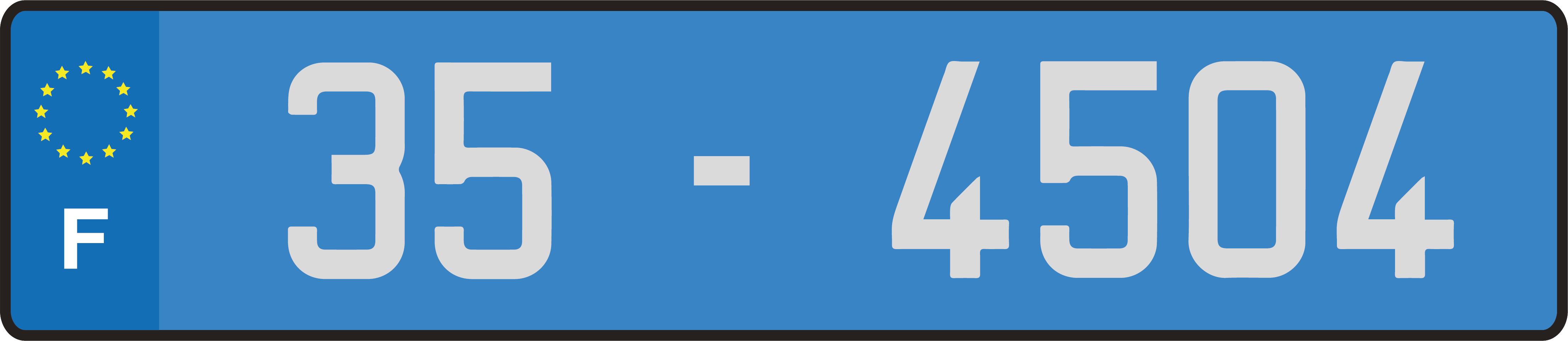
Kennzeichen Militärangestellte Frankreichs in Deutschland (vor 2017)

Bis 2017 trugen Fahrzeuge der Militärangestellte Frankreichs in Deutschland blaue Kennzeichen. Diese verwendeten ein XX-XXXX-Format.

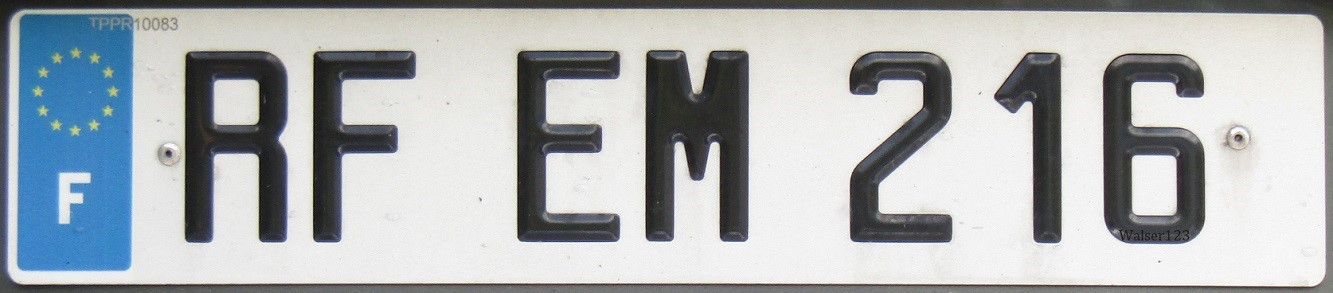
Aktuelles Kennzeichen seit 2016

Seit 2016 sehen diese Nummernschilder den deutschen Kennzeichen ähnlich. Das Kürzel RF (für République Française) wird von 2 Buchstaben und 2 bis 4 Zahlen gefolgt.

### Deutsche Militärangestellte in Frankreich

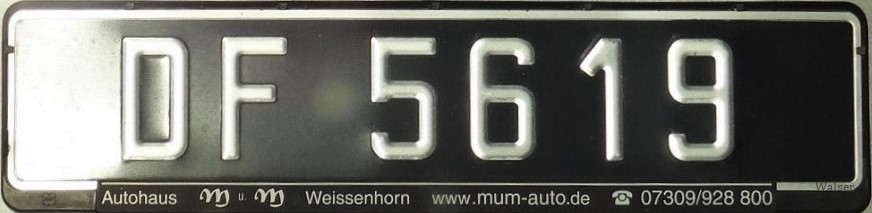
DF-Kennzeichen

Fahrzeuge, die deutschen Militärangestellten in Frankreich gehören, werden in die sogenannte „DF-Reihe“ zugelassen. Diese Kennzeichen besitzen ein schwarzes Hintergrund und eine weiße oder silberfarbene Aufschrift. Diese tragen die Abkürzung DF für Douanes Françaises  (Französischer Zoll) gefolgt von vier Zahlen. Die erste Zahl gibt das Einzugsgebiet an: 0 bis 3 für Paris, 4 für das Département Var, 6 bis 9 für die Eurocorps und das 291er Jägerbataillon in Straßburg...

## Weitere Informationen
Weitere Informationen, insbesondere über das jeweilige Zulassungsjahr, und eine genauere Auflistung der Buchstabengruppen befinden sich im Artikel Systematik der Kfz-Kennzeichen (Frankreich).